# Echinopsis chamaecereus
Espèce
Echinopsis chamaecereus, le cactus cacahuète, est une espèce de plantes à fleurs du genre Echinopsis et de la famille des Cactaceae. Elle est originaire d'Argentine occidentale, districts d'altitude de Tucuman et Salta
.

## Étymologie
Du grec chamai (=couché) et du latin Cereus (=cierge) en raison de son port couché.

## Description

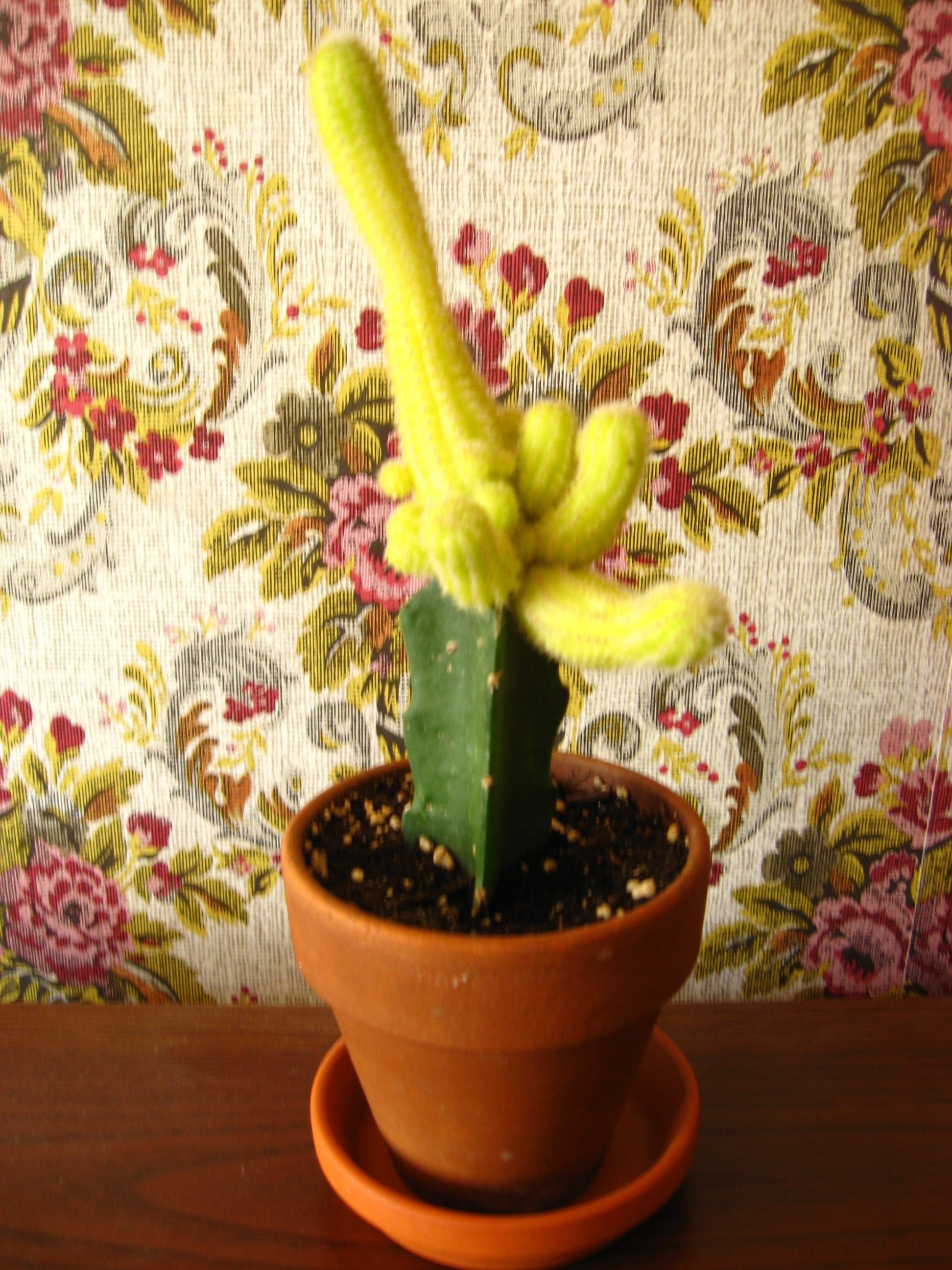
Variété albinos greffée

Il présente des tiges de section circulaire d'1 cm de diamètre environ, de longueur variable, de l'ordre de 8 cm mais pouvant aller jusqu'à 15 cm. Elles sont couvertes d'épines de couleur claire, fines, souples, très courtes et semi-rigides.
Les fleurs sont rouge vif, rose ou orange de 4 cm de diamètre environ apparaissant au printemps .
Il existe des variétés albinos qui doivent être greffées.
Dans la nature, il forme de grands groupes, car les tiges se cassent facilement et s'enracinent .

## Culture
La culture est facile avec les soins appliqués aux cactus en général : une terre bien drainée, du soleil, peu d'eau et pas du tout en hiver. Elle peut supporter une température de −7 °C si elle est totalement au sec.
Les tiges se détachent facilement ce qui facilite la multiplication des sujets mais rend les rempotages délicats.
En serre, il peut être attaqué par des araignées rouges.
Il est hybridé avec Lobivia famatimensis pour donner des sujets avec des fleurs plus grandes et des tiges moins cassantes .

## Synonymes
Cette espèce relevait autrefois d'un genre différent (Chamaecereus) sous l'appellation Chamecereus sylvestrii. Elle a été rattachée au genre Echinopsis déjà très encombré. Cette dénomination est encore très utilisée (ne serait-ce que sur Commons).
- Chamaecereus silvestrii (Speg.) Britton & Rose.
- Cereus silvestrii (Speg.)
- Lobivia silvestrii (Speg.) G.D.Rowley